# Галибиха
Галибиха (рос. Галибиха) — присілок в Воскресенському районі Нижньогородської області Російської Федерації.
Населення становить 117 осіб. Входить до складу муніципального утворення Богородська сільрада.

## Історія
Від 2009 року входить до складу муніципального утворення Богородська сільрада.

## Населення
| 1999 | 2002 | 2010 |
| ---- | ---- | ---- |
| 156  | ↘151 | ↘117 |